# ائرو ال-۶۰ بریگادر
ائرو ال-۶۰ بریگادر (به انگلیسی: Aero L-60 Brigadýr) یک هواپیمای ساختِ آئرو ودوخودی است. نخستین استفاده‌کنندهٔ این هواپیما هواپیمایی چکسلواکی بوده‌است. این هواپیما در ۲۴ دسامبر ۱۹۵۳ میلادی نخستین پرواز خود را انجام داد.

## استفاده‌کنندگان

### استفاده‌کنندگان غیرنظامی[۱]
آرژانتین
 اتریش
 بلغارستان
 کوبا
 چکسلواکی
- Slov-Air

 آلمان شرقی
 مجارستان
 نیوزیلند
 چین
 لهستان
 رومانی
 اتحاد جماهیر شوروی
 امارات متحده عربی
 یوگسلاوی

### استفاده‌کنندگان نظامی
چکسلواکی
- Czechoslovakian Air Force

 آلمان شرقی
- نیروی هوایی آلمان شرقی